# Gonzalo Cibils
Gonzalo José Cibils Dutra (nacido el 30 de noviembre de 1952) es un ingeniero agrónomo y político uruguayo, quien se desempeñó como subsecretario (viceministro) de Ganadería, Agricultura y Pesca en 1993-1994 y como ministro de la misma cartera en 1994-1995. Fue, asimismo, subdirector de la Oficina de Planeamiento y Presupuesto (OPP) entre 2000 y 2002.

## Primeros años
Cursó estudios en la Facultad de Agronomía de la Universidad de la República, donde se graduó como ingeniero agrónomo.

## Ministerio de Ganadería, Agricultura y Pesca

### Director de Servicios Agronómicos
Adherente al Partido Nacional, en setiembre de 1990, poco después de iniciado el gobierno de Luis Alberto Lacalle, éste y su Ministro de Ganadería, Agricultura y Pesca Alvaro Ramos nombraron a Cibils como director general de Servicios Agronómicos de dicho ministerio.

### Subsecretario
El 31 de marzo de 1993 el presidente Lacalle y el nuevo ministro de Ganadería, Agricultura y Pesca Pedro Saravia Fratti designaron a Cibils como subsecretario de dicha cartera,sucediendo en el cargo al propio Saravia. 
Ocupó el puesto durante casi un año y medio.

### Ministro
El 2 de setiembre de 1994, tras abandonar Saravia la titularidad del ministerio, Lacalle designó a Cibils como nuevo ministro en su reemplazo.
Cibils permaneció en la titularidad del MGAP durante seis meses, acompañado en la subsecretaría por Julio Gavarone. 
Cesó en su cargo en marzo de 1995, cuando al asumir Julio María Sanguinetti su segunda presidencia, fue nombrado como nuevo ministro de Ganadería, Agricultura y Pesca Carlos Gasparri.

## Oficina de Planeamiento y Presupuesto
El 1 de marzo de 2000 el nuevo presidente Jorge Batlle nombró a Cibils subdirector de la Oficina de Planeamiento y Presupuesto.
Fue el único nacionalista en el equipo económico del nuevo gobierno; secundó a Ariel Davrieux, quien continuó en el cargo de Director de la OPP que ya había desempeñado durante el gobierno anterior de Julio María Sanguinetti, aunque entonces acompañado en la subdirección por Agustín Canessa (también blanco), a quien sucedió Cibils. 
Este ocupó el cargo durante casi tres años, renunciando en diciembre de 2002,tras la decisión del Partido Nacional de abandonar los cargos que ocupaba en el gabinete de Batlle. Fue sucedido por Marcelo Brasca.

## Otros cargos públicos
En julio de 2001 fue nombrado Presidente de la Comisión Honoraria del Cooperativismo, cargo en el que fue ratificado en 2003 tras abandonar la subdirección de la OPP.
En años posteriores se desempeñó como asesor de diversas intendencias del interior del país. Durante la intendencia de Julio Silveira fue asesor de la Intendencia de Artigas en el área de desarrollo. También fue consultor de PNUD ART,miembro del equipo técnico externo de la Intendencia de Tacuarembó,y finalmente se desempeñó como asesor en promoción y desarrollo de la Intendencia de Colonia.

## Actividad gremial y política
Fue vicepresidente de la Federación Rural del Uruguay.
En el ámbito del Partido Nacional se desempeñó como miembro del Directorio del Instituto Manuel Oribe.
En las elecciones departamentales de 2000 figuró como primer suplente de la candidata a la Intendencia de Canelones Julia Pou, quien no resultó electa. 
En las elecciones de 2009 acompañó la candidatura presidencial de Luis Alberto Lacalle dentro del partido.
De cara a las elecciones internas de 2014, integró el comando de campaña del precandidato Sergio Abreu, quien finalmente desistió  de su postulación.

## Vida personal
Es hijo de Norberto Cibils Salvañach y de María Sofía Dutra, quienes contrajeran matrimonio en 1942.
Se casó en 1972 con María Susana Méndez Díaz,con quien tuvo tres hijos, María Magdalena (1972), Rafael José (1977) y María Noel (1981) Cibils Méndez.